# Tyrone Power
Tyrone Edmund Power Jr., noto come Tyrone Power (Cincinnati, 5 maggio 1914 – Madrid, 15 novembre 1958), è stato un attore statunitense.
È ricordato in particolare per parti di eroe malinconico e spesso perdente oppure di "bel tenebroso", in film girati fra gli anni trenta e cinquanta.

## Biografia

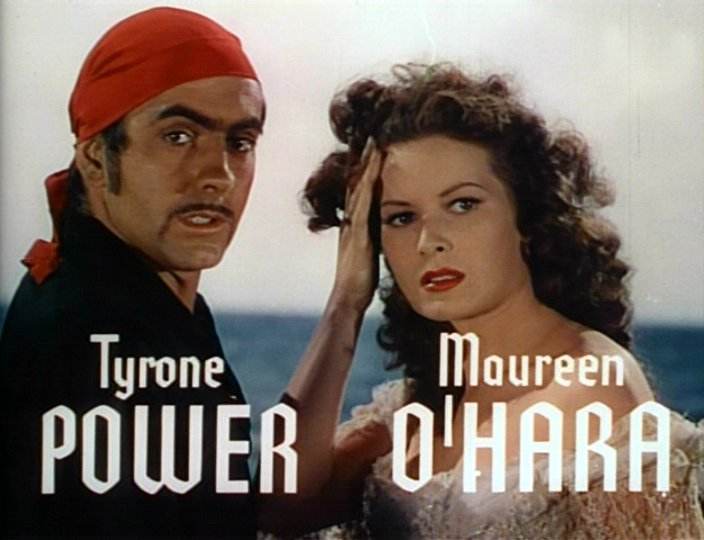
Tyrone Power con Maureen O'Hara ne Il cigno nero (1942)

Figlio d'arte, seguì ben presto le orme del padre Tyrone Sr. (attore del cinema muto, morto nel 1931) nella carriera cinematografica, divenendo una sorta di sex symbol al pari di Rodolfo Valentino. La madre era Helen Emma Reaume, detta "Patia". Partecipò alla seconda guerra mondiale come aviatore nel corpo dei marines. 
Morì prematuramente per infarto il 15 novembre 1958, sul set madrileno del film Salomone e la regina di Saba. Colto da malore durante una pausa delle riprese del duello con l'attore George Sanders, morì durante il trasporto in ospedale. Fu sostituito da Yul Brynner. È sepolto all'Hollywood Forever Cemetery, sulla collina di Hollywood.

## Vita privata
Tyrone Power si sposò tre volte, divorziando due, ed ebbe tre figli: 
- il primo matrimonio fu con l'attrice francese Annabella, sposata nel 1939 e da cui divorziò nel 1948.
- dal secondo matrimonio con Linda Christian (sposata nel 1949 e da cui divorziò nel 1956), nacquero nel 1951 Romina (futura moglie del cantautore italiano Albano Carrisi, noto come Al Bano) e nel 1953 Taryn.
- dall'unione con la terza moglie Deborah Ann Montgomery Minardos, sposata nel 1958, pochi mesi prima di morire, nel 1959 (anno successivo alla sua morte) nacque Tyrone William IV, anche lui diventato un attore.

## Filmografia
- School for Wives, regia di Victor Halperin (1925)
- Il figlio del disertore (Tom Brown of Culver), regia di William Wyler (1932)
- Passeggiata d'amore (Flirtation Walk), regia di Frank Borzage (1934) (non accreditato)
- Northern Frontier, regia di Sam Newfield (1935) (non accreditato)
- Collegio femminile (Girl's Dormitory), regia di Irving Cummings (1936)
- Ragazze innamorate (Ladies in Love), regia di Edward H. Griffith (1936)
- I Lloyds di Londra (Lloyd's of London), regia di Henry King (1936)
- L'incendio di Chicago (In Old Chicago), regia di Henry King (1937)
- L'amore è novità (Love Is News), regia di Tay Garnett (1937)
- Caffè Metropole (Café Metropole), regia di Edward H. Griffith (1937)
- Scandalo al Grand Hotel (Thin Ice), regia di Sidney Lanfield (1937)
- Mia moglie cerca marito (Second Honeymoon), regia di Walter Lang (1937)
- La grande strada bianca (Alexander's Ragtime Band), regia di Henry King (1938)
- Maria Antonietta (Marie Antoinette), regia di W. S. Van Dyke (1938)
- Suez, regia di Allan Dwan (1938)
- Jess il bandito (Jesse James), regia di Henry King (1939)
- La rosa di Washington (Rose of Washington Square), regia di Gregory Ratoff (1939)
- Ho trovato una stella (Second Fiddle), regia di Sidney Lanfield (1939)
- La grande pioggia (The Rains Came), regia di Clarence Brown (1939)
- Moglie di giorno (Day-time Wife), regia di Gregory Ratoff (1939)
- Il prigioniero (Johnny Apollo), regia di Henry Hathaway (1940)
- La grande missione (Brigham Young), regia di Henry Hathaway (1940)
- Il segno di Zorro (The Mark of Zorro), regia di Rouben Mamoulian (1940)
- Sangue e arena (Blood and Sand), regia di Rouben Mamoulian (1941)
- Il mio avventuriero (A Yank in the R.A.F.), regia di Henry King (1941)
- Il figlio della furia (Son of Fury: The Story of Benjamin Blake), regia di John Cromwell (1942)
- Sono un disertore (This Above All), regia di Anatole Litvak (1942)
- Il cigno nero (The Black Swan), regia di Henry King (1942)
- Agguato sul fondo (Crash Dive), regia di Archie Mayo (1943)
- Il filo del rasoio (The Razor's Edge), regia di Edmund Goulding (1946)
- La fiera delle illusioni (Nightmare Alley), regia di Edmund Goulding (1947)
- Il capitano di Castiglia (Captain from Castile), regia di Henry King (1947)
- L'isola del desiderio (The Luck of the Irish), regia di Henry Koster (1948)
- Quel meraviglioso desiderio (That Wonderful Urge), regia di Robert B. Sinclair (1948)
- Il principe delle volpi (Prince of Foxes), regia di Henry King (1949)
- La rosa nera (The Black Rose), regia di Henry Hathaway (1950)
- I guerriglieri delle Filippine (American Guerrilla in the Philippines), regia di Fritz Lang (1950)
- L'uomo dell'est (Rawhide), regia di Henry Hathaway (1951)
- La grande passione (The House in the Square), regia di Roy Ward Baker (1951)
- Corriere diplomatico (Diplomatic Courier), regia di Henry Hathaway (1952)
- L'ultima freccia (Pony Soldier), regia di Joseph M. Newman (1952)
- L'avventuriero della Luisiana (The Mississippi Gambler), regia di Rudolph Maté (1953)
- La carica dei Kyber (King of the Khyber Rifles), regia di Henry King (1953)
- La lunga linea grigia (The Long Gray Line), regia di John Ford (1955)
- Carovana verso il Sud (Untamed), regia di Henry King (1955)
- Incantesimo (The Eddy Duchin Story), regia di George Sidney (1956)
- La settima onda (Abandon Ship), regia di Richard Sale (1957)
- Il sole sorgerà ancora (The Sun Also Rises), regia di Henry King (1957)
- Testimone d'accusa (Witness for the Prosecution), regia di Billy Wilder (1957)

## Doppiatori italiani
- Giulio Panicali ne I Lloyds di Londra, L'incendio di Chicago (riedizione), Jess il bandito, La rosa di Washington, Moglie di giorno, La grande missione, Sangue e arena, Il mio avventuriero, Il cigno nero, Agguato sul fondo, Il filo del rasoio, La fiera delle illusioni, Il capitano di Castiglia, L'isola del desiderio, Quel meraviglioso desiderio, Il principe delle volpi, La rosa nera, I guerriglieri delle Filippine, L'uomo dell'est, La grande passione, Corriere diplomatico, L'ultima freccia, L'avventuriero della Luisiana, La carica dei Kyber, La lunga linea grigia, Carovana verso il Sud, Incantesimo, Il sole sorgerà ancora
- Emilio Cigoli ne Il prigioniero, Il segno di Zorro, Il figlio della furia, Sono un disertore
- Romano Malaspina nei ridoppiaggi di Suez[3], Sono un disertore, Il cigno nero e La fiera delle illusioni
- Stefano Sibaldi ne La grande strada bianca, Maria Antonietta
- Mario Pisu ne La grande pioggia
- Giuseppe Rinaldi in Testimone d'accusa
- Claudio Capone in Jess il bandito (ridoppiaggio)
- Rodolfo Baldini ne La rosa nera (ridoppiaggio)